# 松平頼渡
松平 頼渡（まつだいら よりただ）は、江戸時代中期の大名。伊予西条藩の第3代藩主。官位は従四位下・権少将、侍従、左京大夫。

## 略歴
宝永3年（1706年）11月14日、初代藩主・松平頼純の7男（6男との説もある）として誕生。幼名は万吉丸。
享保元年（1716年）、兄で先代藩主であった頼致（徳川宗直）が、従弟にあたる徳川吉宗の跡を受けて紀伊藩主に転出したため、その跡を受けて西条藩主となった。山井崑崙を登用して文学の奨励を行ったり、窮民の救済、多喜浜塩田などの塩浜築造に尽力している。
元文3年（1738年）3月16日、33歳で死去し、跡を長男・頼邑が継いだ。

## 系譜
- 父：松平頼純（1641年-1711年）
- 母：佐藤氏
- 兄弟
  - 渡辺恭綱
  - 松平頼路
  - 松平頼雄
  - 松平頼致（徳川宗直）

- 正室：清性院 - 伊勢国桑名藩主松平忠雅の娘
  - 長男：松平頼邑（1732年-1781年）
  - 長女：幸姫（1728年-1747年） - 感応院。大和国高取藩主植村家道婚約者（早世）
  - 次女：成姫（1731年-1736年） - 知善院。
- 側室：梁田氏
  - 三女：知衛姫（1737年-1796年） - 植村家道正室
- 側室：林氏
  - 四女：嘉代姫（1730年-1756年） - 松平頼央正室